# Come Out and Play (песня The Offspring)
«Come Out and Play» — второй сингл (после «I’ll Be Waiting») американской панк-рок группы The Offspring, седьмой трек в альбоме Smash. Сингл был выпущен в качестве первого сингла с этого альбома. Сам же сингл считается большим прорывом в творчестве этой группы и был сильно популярен на радио. В своё время, достиг первой позиции в чарте Billboard.

## Список композиций

### Версия на CD и на виниловой пластинке
| №  | Название                               | Длительность |
| -- | -------------------------------------- | ------------ |
| 1. | «Come Out and Play»                    | 3:17         |
| 2. | «Session»                              | 2:33         |
| 3. | «Come Out and Play» (Acoustic Reprise) | 1:31         |

## Позиции в хит-парадах
Еженедельные чарты:
| Чарт (1994/95)                            | Место |
| ----------------------------------------- | ----- |
| Australian ARIA Singles Chart             | 8     |
| Canadian RPM Singles Chart                | 43    |
| Dutch Mega Top 100                        | 32    |
| French SNEP Singles Chart                 | 14    |
| Swedish Singles Chart                     | 23    |
| U.S. Billboard Hot Mainstream Rock Tracks | 10    |
| U.S. Billboard Hot Modern Rock Tracks     | 1     |
| U.S. Billboard Top 40 Mainstream          | 39    |

Годовые чарты:
| Чарт года (1995)     | Место |
| -------------------- | ----- |
| French Singles Chart | 69    |